# Wilhelm von Heuduck
Wilhelm Konrad August von Heuduck (* 5. April 1821 in Breslau; † 20. November 1899 in Baden-Baden) war ein preußischer General der Kavallerie.

## Leben

### Herkunft
Wilhelm war der Sohn des preußischen Generalmajors Konrad von Heuduck, der aufgrund seiner militärischen Verdienste am 5. September 1823 in den preußischen Adelsstand erhoben wurde. 

### Militärkarriere
Heuduck besuchte zunächst das Gymnasium in seiner Heimatstadt und das Berliner Kadettenhaus. Am 15. August 1838 wurde er als Sekondeleutnant dem 9. Husaren-Regiment der Preußischen Armee überwiesen. Zu Ausbildungszwecken kommandierte man ihn vom 18. Juli 1846 für ein Jahr zur 1. Artillerie-Brigade. Nach seiner Rückkehr zu seinem Stammregiment fungierte Heuduck vom 1. November 1848 bis 1. Mai 1851 als Regimentsadjutant. Zwischenzeitlich beteiligte er sich 1849 an der Niederschlagung der Badischen Revolution an den Gefechten bei Niedesheim, Ludwigshafen, Waghäusel, und Durlach. Bei den Kämpfen um Kuppenheim wurde ihm das Pferd unter dem Leib erschossen, Heuduck selbst durch einen Schuss in den rechten Fuß verwundet.
Anschließend erfolgte seine Versetzung zum 1. Dragoner-Regiment und ein Jahr später seine Beförderung zum Premierleutnant. Als solcher führte er 1854/55 eine Eskadron der 1. Landwehr-Dragoner und hatte dann verschiedene Adjutantenstellungen inne. Nach 19-jähriger Dienstzeit wurde Heuduck am 16. Mai 1857 zum Rittmeister befördert. Mit der Bildung des 7. Dragoner-Regiments 1860 ernannte man ihn zum Eskadronchef. Während des Deutsch-Dänischen Krieges 1864 kämpfte er mit seinem Regiment bei Missunde, Sandberg sowie Rackebüll und beteiligte sich an der Belagerung der Düppeler Schanzen.
Während des Feldzuges von 1866 gegen die Österreicher in Böhmen war er eine Zeit lang Kommandant von Brünn. Im Jahr 1867 übernahm er das Kommando über das 1. Hessische Husaren-Regiment Nr. 13, das er 1870/71 auch im Krieg gegen Frankreich führte. Von Mitte August 1873 bis Ende Januar 1876 war Heuduck Kommandeur der 21. Kavallerie-Brigade in Frankfurt am Main und stieg zum Generalmajor auf. Anschließend wurde er Chef des Militärreitinstituts in Hannover. 1884 wurde er zum Generalleutnant befördert und übernahm die Führung der Kavallerie-Division im Rahmen des XV. Armee-Korps im Reichsland Elsaß-Lothringen. Als ausgezeichneter Kenner der französischen Sprache durfte er im Herbst an die Manöver des französischen 17. Korps beiwohnen. 1885 erbat sich der Statthalter von Elsaß-Lothringen, Generalfeldmarschall von Manteuffel Heuduck als Adlatus. Nach dem Tode Manteuffels am 17. Juni 1885 wurde Heuduck am 16. September dessen Nachfolger als Kommandierender General des XV. Armee-Korps in Straßburg. Anfang November 1890 gab Heuduck diese Position ab und wurde unter Belassung à la suite des Dragoner-Regiments Nr. 1 und unter Verleihung der Brillanten zum Großkreuz des Roten Adlerordens mit Eichenlaub und Schwertern mit Pension zur Disposition gestellt.

### Familie
Heuduck heiratete am 10. Februar 1855 in Tilsit Helene Hoerle (1830–1907). Aus der Ehe gingen drei Kinder hervor:
- Konrad Friedrich Wilhelm (1858–1928), preußischer Generalleutnant
- Hans Wilhelm Konrad (1861–1930), preußischer Generalleutnant
- Helene Johanna Mathilde (1868–1954) ⚭ Paul von Thiel, preußischer Oberst (1858–1927)